# Partido dos Trabalhadores (Argélia)
O Partido dos Trabalhadores (em francês:  Parti des Travailleurs e em árabe: حزب العمال) é um partido político da Argélia, adepto do trotskismo. Sua sigla é PT.

## História
O Partido dos Trabalhadores foi fundado em 1990 por trabalhadores, sindicalistas, camponeses e jovens sobe a iniciativa da Organização Socialista dos Trabalhadores, em uma plataforma de luta de classes decorrente do que ele vê como a grande contradição entre os interesses dos trabalhadores, as "classes exploradas" e "oprimidas", e a classe dos proprietários, "exploradores" e "opressores". Louisa Hanoune tem sido a sua presidente desde o seu início.
Louisa Hanoune, líder do partido foi a primeira mulher na história argelina a concorrer a presidência, nas eleições de 2004, conquistando 1% dos votos.